# Jean-Pierre Doumerc
 (mai 2019).
Si vous disposez d'ouvrages ou d'articles de référence ou si vous connaissez des sites web de qualité traitant du thème abordé ici, merci de compléter l'article en donnant les références utiles à sa vérifiabilité et en les liant à la section « Notes et références ».
Jean-Pierre Doumerc, né le 7 octobre 1765 à Montauban et mort le 30 mars 1847 à Paris, est un général du Premier Empire. 
Issu d'une famille aisée de Montauban, il s'engage en 1791 dans les armées de la Révolution et poursuit sa carrière sous le Consulat (1799-1804), puis l'Empire (1804-1814). Colonel en 1803, il est promu général de brigade en 1806 et général de division en 1811.

## Biographie

### Origines familiales et formation
Il est le fils du négociant Jean Doumerc (1729-1772) et de son épouse Marie Salomon et est baptisé dans l'église Saint-Orens de Villebourbon située sur la rive gauche du Tarn.

### Débuts dans l'armée (1783-1792)
Jean-Pierre Doumerc s'engage volontairement en 1783 dans le régiment de cavalerie Dauphin-dragons, où il sert jusqu'en 1788. 
Il reprend du service au début de la Révolution française comme sous-lieutenant au 4ème régiment de chasseurs à cheval (ex-régiment de Franche-comté), quelques mois avant le début de la guerre de la première coalition, qui débute en avril 1792 (contre l'Autriche et la Prusse). 

### De la première à la troisième coalition (1792-1805)
Il est promu lieutenant le 17 septembre 1792, au moment où se réunit une nouvelle assemblée, la Convention, qui va établir la Première République (21 septembre) le lendemain de la bataille de Valmy. C'est le début d'une longue période de guerre où, à partir de 1793, la république française est attaquée par presque tous les souverains d'Europe.
Doumerc est promu aux grades militaires successifs. Il est colonel lorsque, durant le Consulat, il est fait chevalier de la Légion d'honneur (11 décembre 1803), puis officier (14 juin 1804). Durant cette brève période de paix, il sert au 9e régiment de cuirassiers, en garnison dans le département des Vosges. 
Il participe à partir de 1805 à la guerre de la troisième coalition et est présent à la bataille d'Austerlitz (2 décembre 1805). En récompense de la bravoure dont il fait preuve durant cette journée, Napoléon, devenu empereur en 1804, le nomme commandeur de la Légion d'honneur (25 décembre 1805).

### Général d'empire (1806-1814)
Il est promu au grade de général de brigade le 31 décembre 1806 (guerre de la quatrième coalition) et est fait baron de l'Empire en 1808. Il est promu général de division le 30 novembre 1811. 
En 1812, lors de la campagne de Russie, il commande dans la Grande Armée la 5e division de cuirassiers (corps d'armée du maréchal Oudinot). En octobre et novembre 1812, durant la désastreuse retraite depuis Moscou, cette division doit sécuriser la Dvina dans la région de Polotsk, puis le passage de la Bérézina. 
Pendant la campagne de 1813 en Allemagne, il participe à la bataille de Dresde (Saxe), dernière victoire remportée par Napoléon (27 août), avant la défaite de Leipzig (19 octobre). En 1814, en France, il se distingue à la bataille de Vauchamps.

### Première Restauration (1814-1815) et Cent-Jours (mars-juin 1815)
Lorsque la situation militaire contraint Napoléon à l'abdication, Jean-Pierre Doumerc se conforme aux décisions du Sénat. Louis XVIII le fait chevalier de Saint-Louis en juin 1814, le nomme inspecteur général pour les neuvième, dixième et onzième divisions militaires, et grand officier de la Légion d'honneur le 17 janvier 1815. 
Quand Napoléon rentre de l'île d'Elbe et reprend le pouvoir, Doumerc se met à son service et, au mois d'avril, est nommé inspecteur général de la première division militaire et membre de la commission instituée pour l'examen des nominations faites depuis le mois de mars 1814.

### Seconde Restauration (1815-1830) et monarchie de Juillet (1830-1848)

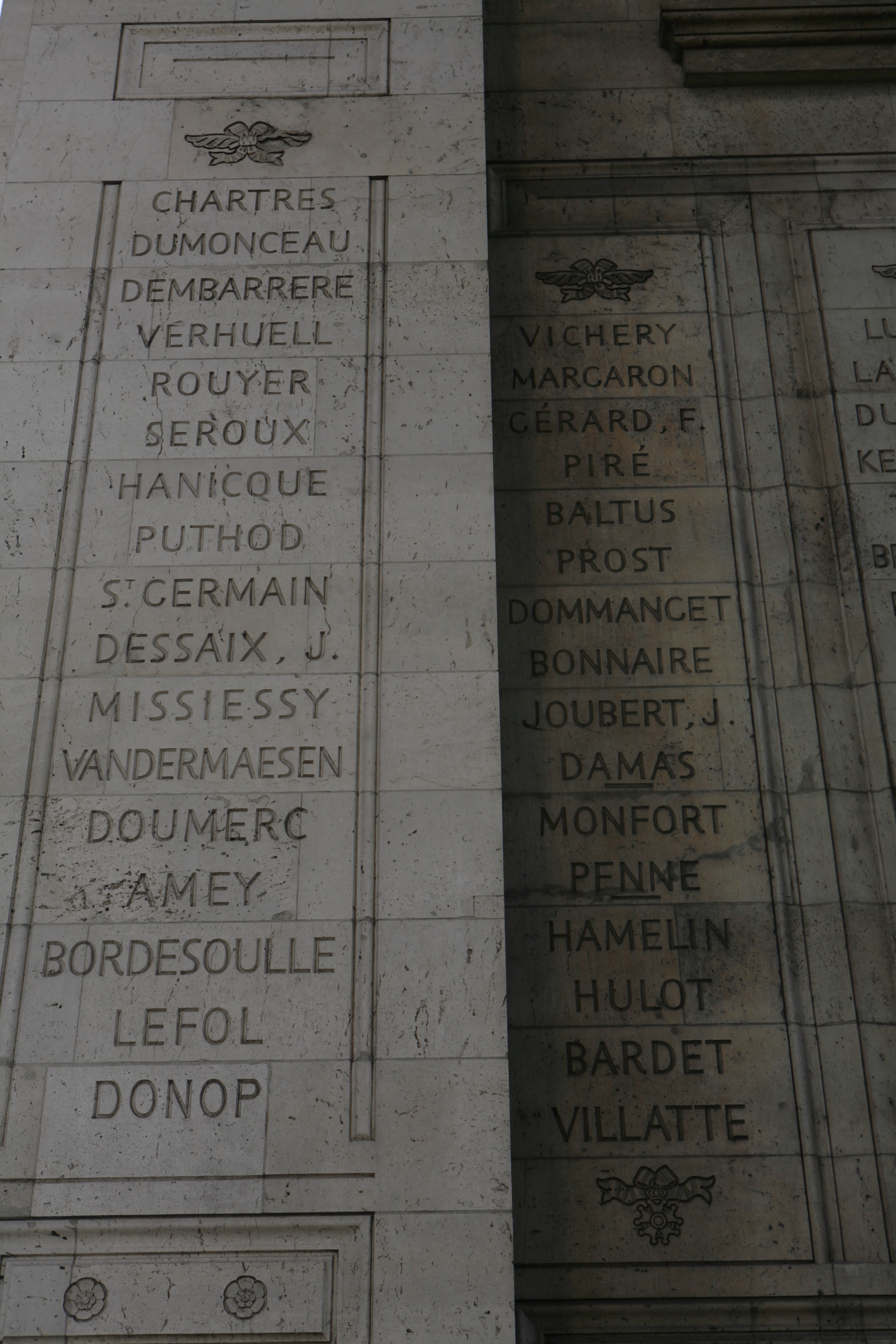
Noms gravés sous l'arc de triomphe de l'Étoile : pilier Ouest, 1ère et 2e colonnes.

Après la défaite de Waterloo, Napoléon est expédié à Sainte-Hélène et Louis XVIII peut rentrer à Paris. Il est sanctionné : il reste sans emploi durant la Seconde Restauration. 
Mais, après les journées de juillet 1830 et la chute de Charles X, il se met au service du gouvernement de Louis-Philippe, qui lui donne le commandement de la dix-huitième région militaire (Dijon). 
Il est admis à la retraite au mois de décembre 1832. Le roi des Français lui confère le 4 mai suivant la dignité de grand-croix de la Légion d'honneur. 

### Mort et funérailles
Mort le 29 mars 1847, il est inhumé au cimetière de Montmartre (25° division, avenue Travot)

## Hommages
En tant que général d'Empire, il a son nom inscrit sur l'arc de triomphe de l'Étoile (face Nord).
À Montauban, la caserne du 17e régiment du génie parachutiste porte le nom de Quartier Doumerc.